# La Sauvetat-de-Savères
La Sauvetat-de-Savères is een gemeente in het Franse departement Lot-et-Garonne (regio Nouvelle-Aquitaine) en telt 349 inwoners (1999). De plaats maakt deel uit van het arrondissement Agen.

## Geografie
De oppervlakte van La Sauvetat-de-Savères bedraagt 6,9 km², de bevolkingsdichtheid is 50,6 inwoners per km².
De onderstaande kaart toont de ligging van La Sauvetat-de-Savères met de belangrijkste infrastructuur en aangrenzende gemeenten.

## Demografie
Onderstaande figuur toont het verloop van het inwonertal (bron: INSEE-tellingen).